# Solenopsis alena
Solenopsis major
Espèce
Synonymes
- †Solenopsis major Théobald, 1937

Solenopsis alena est une espèce fossile de fourmis piqueuses de la famille des Formicidae, de la sous-famille des Myrmicinae, de la tribu des Solenopsidini et du genre Solenopsis.

## Classification
L'espèce Solenopsis alena est décrite en 1937 par le paléontologue français Nicolas Théobald (1903-1981) sous le protonyme Solenopsis major,. 

### Fossiles
Le spécimen holotype R 750 ♂ vient de la collection Mieg, du musée de Bâle. Cet insecte vient des terrains sannoisiens de la localité de Kleinkembs de la commune d'Efringen-Kirchen en pays de Bade, en Allemagne, juste à côté de la frontière franco-allemande du Rhin, au sud-est de l'Alsace. 

### Renommage
Hüseyin Özdikmen a déclaré en 2010 que le nom était invalide et a proposé le nouveau nom d'espèce Solenopsis alena,. Celui-ci est repris par Bolton en 2012.

### Étymologie
L'épithète spécifique major signifie en latin « majeur ». L'épithète spécifique alena signifie en latin « ? ».

## Description

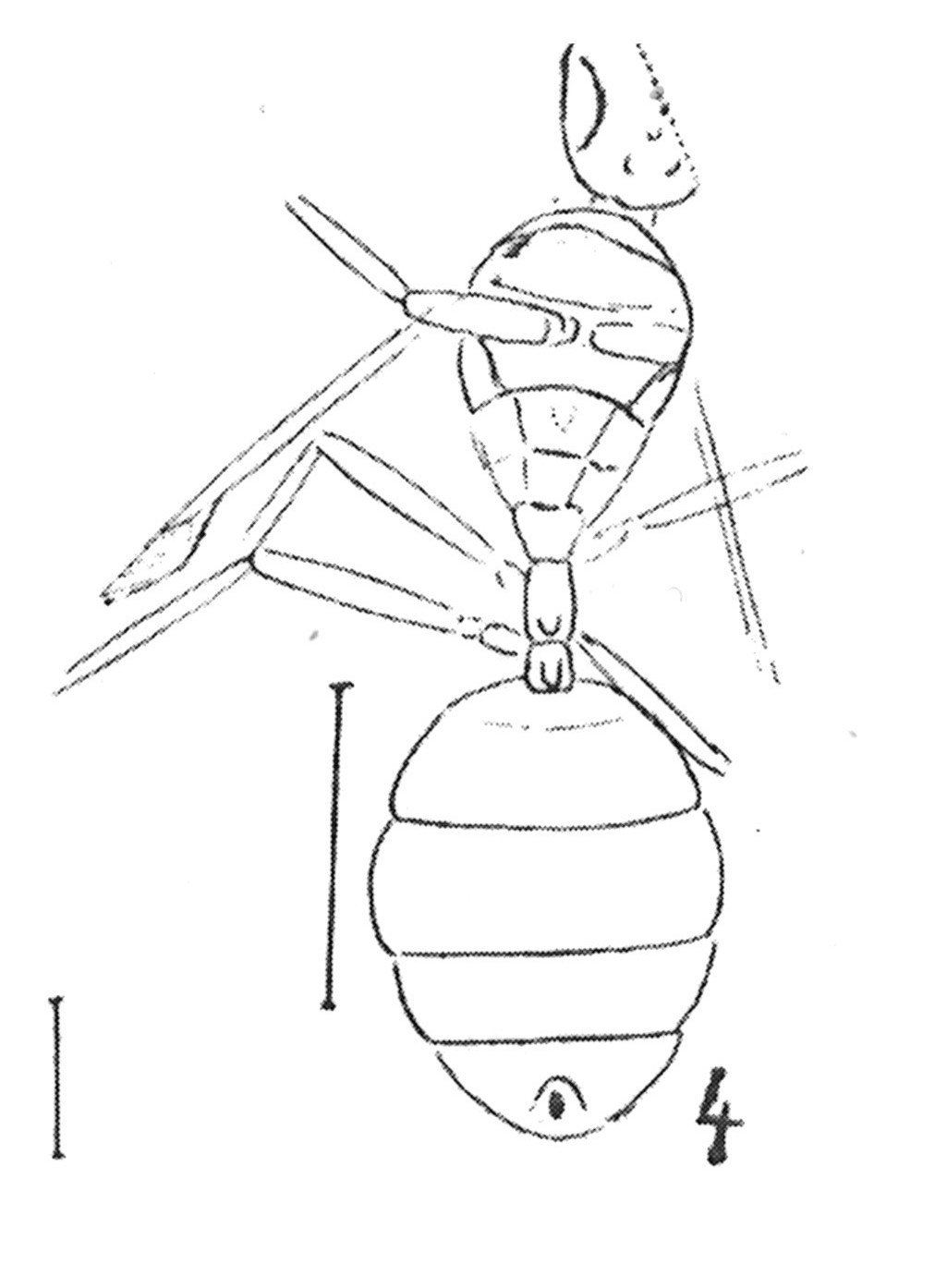
Solenopsis alena - Solenopsis major mâle N. Théobald 1937 Holotype éch. R750 x3,5 p.301 pl XIV Hyménoptères su Sannoisien de Kleinkembs.

### Caractères
La diagnose de Nicolas Théobald de 1937, : 

« Insecte de grande taille, de couleur brun-jaunâtre, pattes claires, ailes transparentes.
Tête grande, arrondie, plus longue que large; yeux latéraux placés vers le milieu de la tête ; ocelles visibles à l'arrière, marqués par trois tubercules. Cou net. Thorax ovale, pyriforme, la plus grande largeur se trouvant vers le tiers antérieur; pronotum court et large ; mésonotum large, bord postérieur concave ; postscutellum quadrangulaire ; segment médiaire de forme trapézoïdale. Pétiole formé de deux segments portant chacun un renflement dorsal. Abdomen globuleux, quatre segments, le premier étant le plus long ; le dernier porte une aire pygidiale marquée en son centre par une tache noire. Pattes longues, hanches ovales, trochanter court, cuisse allongée, tibia long. Ailes mal conservées, montrant sur celle de gauche un stigma brun long. ».

### Dimensions
La longueur totale est de 14,5 mm, la tête a une longueur  de 2,75 mm et une largeur de 2,25 mm, le thorax a une longueur  de 4,75 mm et une largeur de 3 mm, le pétiole a une longueur de 1,8 mm et l'abdomen a une longueur de 5,75 mm et une largeur de 4 mm.

### Affinités
« Les caractères de cet échantillon sont ceux du genre Attopsis établi par Oswald Heer pour les fourmis fossiles de Radoboj. Heer place ce genre au voisinage des g. Oecodoma et Atta Mayr range le g. Attopsis Heer parmi le g. Cataulacus. Dans tous les cas notre échantillon ne peut appartenir au genre Cataulacus car le thorax n'a pas d'épines, bien que par ailleurs il ait la même structure. Le g. Vollenhovia a un thorax inerme, mais est de taille très inférieure, il a une tête plus large. Dans le g. Phidologiton qui atteint des tailles voisines, le thorax est armé d'épines. Le g. Solenopsis Westw. présente des antennes de 10 articles chez le ♂, 11 chez la ♀, ce qui est le cas de l'échantillon R597 appartenant à la même espèce. Par ailleurs les caractères sont ceux du g. Solenopsis.
Le g. Solenopsis a comme type S. mandibularis Westw. (= Atta mandibularis Fabr.) d'Amérique. On le rencontre dans les deux hémisphères. L'échantillon R 597 appartient sans doute à la même espèce, l'extrémité de l'abdomen manque, mais les antennes sont conservées.
Attopsis privata Förster de Brunnstatt est probablement identique à S. major. ».

### Ouvrage
- [2012] (en) B. Bolton, Catalogue of Ants of the World, 2012.
- [1937] Nicolas Théobald, « Les insectes fossiles des terrains oligocènes de France 473 p., 17 fig., 7 cartes,13 tables, 29 planches hors texte », Bulletin Mensuel de la Société des Sciences de Nancy et Mémoires de la Société des sciences de Nancy, Imprimerie G. Thomas,‎ 1937, p. 1-473 (ISSN 1155-1119 et 2263-6439, OCLC 786027547). .

### Publication originale
- [2010] (en) Hüseyin Özdikmen, New names for some preoccupied specific and subspecific epithets in the family Formicidae, vol. 5, coll. « Munis Entomology & Zoology », 2010, 986-1000 p.